# ایستگاه قطار شهری الندشت
ایستگاه قطار شهری اَلَندَشت یکی از ایستگاه‌های خط ۲ قطار شهری مشهد است که در خیابان کوهسنگی قرار دارد. این ایستگاه در تاریخ ۲۷ آبان ۱۳۹۸ به بهره‌برداری رسید.
در اسفندماه ۱۴۰۲، دسترسی اصلی و ورودی دوم این ایستگاه با حضور مسئولان استانی و کشوری به بهره‌برداری رسید که امکانات ایستگاه را تکمیل‌تر کرد. ایستگاه الندشت دارای امکاناتی نظیر پله‌برقی، آسانسور و پله‌های معمولی است و امکان دسترسی به هر دو سکو را فراهم می‌کند.
از نظر موقعیت جغرافیایی، این ایستگاه در نزدیکی مراکزی مانند بیمارستان ۱۷ شهریور، بیمارستان مهر و بیمارستان امید قرار دارد. نزدیک‌ترین ایستگاه اتوبوس به این مکان، ایستگاه اتوبوس چهارراه الندشت است که دسترسی به سایر وسایل حمل‌ونقل عمومی را آسان می‌کند.
روزهای عادی از ساعت ۶ صبح تا ۱۰ شب و روزهای تعطیل از ساعت ۷ صبح تا ۱۰ شب ساعات کار خط ۲ متروی مشهد می‌باشد.